# اسدالله میرزا

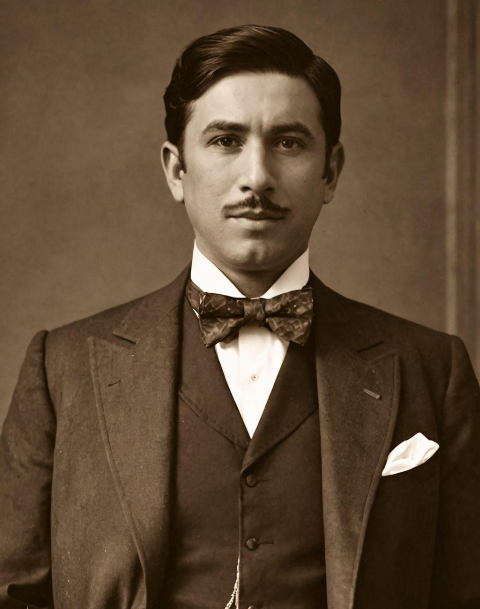

شازده (شاهزاده) اسدالله میرزا، یکی از شخصیت‌های داستان دایی‌جان ناپلئون نوشتهٔ ایرج پزشکزاد است.

## مشخصات
طبق مطالب مندرج در کتاب رمان دایی جان ناپلئون (ثبت ۱۶/۱۱/۱۳۵۱):
اسدالله میرزا کارمند وزارت خارجه (در آن زمان یعنی دههٔ ۲۰) بود.
سنش در داستان در حدود ۳۵ تا ۴۰ ساله است.
خوش‌لباس، خوش‌قیافه، خوش‌مشرب، خوش‌قلب (در عین حال زیرک همراه با شیطنت‌های خاص خود)، بسیار شوخ‌طبع، خوش‌گذران، زن‌باره و کمی بددهن که البته بددهنی او نیز با ظرافت خاصی همراه است. تقریباً هیچ چیزی نمی‌تواند او را عصبانی کند و تنها نقطه ضعفش اظهار نظر در مورد همسر سابقش است.
در میان شخصیت‌های داستان مخصوصاً زنان به هیزی معروف است اما تقریباً هیچ زنی از او بدش نمی‌آید؛ مثلاً دیالوگ‌هایی مانند: «هیزی هم هیزی اسدالله، مرد باید در همه چیز حتی هیزی هم لطافت داشته باشد» نشان‌دهندهٔ نظر زن‌های داستان نسبت به اسدالله میرزاست. از میان مردهای داستان نیز به جز دوستعلی خان کسی دیگری با او دشمنی و کینهٔ بخصوصی ندارد. علت کینهٔ دوستعلی خان نیز این است که اولاً اسدالله میرزا خیلی او را دست می‌اندازد، چون معتقد است که دوستعلی حقش است. ثانیاً دوستعلی خان که خودش به چشم‌ناپاکی معروف است، به اسدالله حسادت می‌کند. به دلیل علاقه‌ای که زنان و دختران به جذابیت اسدالله میرزا دارند. در جایی که اسدالله میرزا حضور دارد، دوستعلی مجالی برای خودشیرینی پیدا نمی‌کند.
تکیه کلام اسدالله میرزا «مومنت» یعنی «یک لحظه» است.
او به زبان فرانسوی مسلط و کمی هم با انگلیسی آشنایی دارد، که البته میزان تسلط او به زبان انگلیسی بنابر دو روایت کتاب و سریال، متفاوت است. بر اساس خود کتاب رمان دایی جان ناپلئون، تسلطش بر زبان انگلیسی چندان بالا نیست، اما بنابر سریال دایی جان ناپلئون انگلیسی اسدالله میرزا تقریباً کامل و روان است.
او شخصیتی تأثیرگذار در خط سیر داستان است اما شخصیت اول نیست.

## زندگی‌نامه
شازده (شاهزاده) اسدالله میرزا، فرزند شاهزاده رکن الدین میرزا و برادر کوچک شاهزاده شمسعلی میرزا و نوه عموی خانم عزیز السلطنه (دیگر شخصیت داستان) است.
تاریخ تولد او را می‌توان حدود ۱۲۸۵ه‍.ش تخمین زد.
حدود ۱۸ سالگی او با نوه عموی فرخ‌لقا خانم عاشق هم می‌شوند. او در آن زمان فردی احساساتی و چشم‌پاک بود. اما خانواده‌های هر دو طرف با این وصلت مخالف بودند. هر دو خانواده برای فرزندشان همسر پول‌دارتری در نظر داشتند، علی‌غم مخالفت و کتک و فحش و آزارها، سرانجام آن‌ها را به هم دادند.
پس از یک سال زندگی مشترک و عاشقانه، به تدریج نظر زن نسبت به شوهرش عوض شد تا این‌که در سال دوم، اگر شوهر با عجله خود را از اداره به خانه می‌رساند، علتش به چشم زن این بود که شوهر، جای دیگری را ندارد که برود. اگر شوهر به زن دیگری نگاه هم نمی‌کرد، همسرش تصور می‌کرد که او عرضه ندارد تا این‌که سرانجام زن اسدالله میرزا با مردی عرب به نام عبدالقادر بغدادی فرار کرد. سپس اسدالله میرزا، همسرش را طلاق داد.
امتیاز عبدالقادر نسبت اسدالله میرزا به نقل خود اسدالله میرزا این است: «من با ظرافت با زنم حرف می‌زدم و او با زمختی و خشونت، من روزی یک‌بار حمام می‌رفتم او ماهی یک‌بار، من حتی پیازچه نمی‌خوردم، او کیلو کیلو پیاز و سیر و ترب می‌خورد، من شعر سعدی می‌خواندم او بادگلو می‌کرد… آن‌وقت در چشم زنم من بی‌هوش بودم او باهوش، من بی‌شعور بودم او باشعور، من زمخت بودم، او ظریف…» اسدالله میزرا علت این موضوع را اشتهای بسیار زیاد عبدالقادر به روابط زناشویی می‌دانست.
اسدالله میرزا بعد از آن اتفاق، ازدواج نکرد و خوش‌گذرانی و دوستی‌های پنهانی با زنان و دختران را ترجیح داد.
او کارمند وزارت خارجه بود.
در سال ۱۳۲۶ از طرف دولت به بیروت مأمور شد و سعید را با اجازهٔ پدر سعید (آقاجان) همراه خود به بیروت برد.

## اسدالله میرزا در سریال
سریال دایی جان ناپلئون که پیش از انقلاب بر اساس رمان ساخته و پخش شد کاری از ناصر تقوایی است.
اسدالله میرزای درون سریال با اسدالله میرزای رمان تفاوت فاحشی ندارد به جز این‌که در رمان معلوم می‌شود که اسدالله میرزا حداقل تا مورخ ۱۳۴۹ زنده است.
نقش اسدالله میرزا را پرویز صیاد بازی کرد و منوچهر اسماعیلی به جای او صحبت (دوبله) کرد.

## آیا اسدالله میرزا اقتباسی از یک شخصیت واقعی است؟
با توجه به این‌که خود نویسندهٔ رمان دایی جان ناپلئون (ایرج پزشکزاد نیز کارمند وزارت خارجه بود، این موضوع که شاید شخصیت اسدالله میرزا نشئت گرفته از شخصیت خود او یا یکی از همکارانش باشد، چندان هم بعید نیست.
با مراجعه به داستان انگور، از همان نویسنده (نوشته شده در سال ۱۳۳۴) که همراه چند داستان دیگر در کتاب بوبول جمع‌آوری شده‌است (ص۶۷ تا ص۶۷) به شرحی از رکن الدین میرزا برمی‌خوریم که ۴ فرزند به نام‌های شمسعلی میرزا، غلامعلی میرزا، ماهتابان خانم و علیقلی میرزا داشت. فرزند دوم یعنی همان غلامعلی میرزا بدون تیپ یا شخصیت پردازی، کارمند وزارت خارجه بود (همین). اسدالله میرزا رمان دایی جان ناپلئون نیز فرزند رکن الدین میرزا و برادر کوچک شمسعلی میرزا و کارمند وزارت خارجه بود.
در تاریخ نیز شاهزاده رکن الدین میرزا همان فرزند سلطان علی میرزا (نوهٔ احمد شاه قاجار) است.
در مصاحبه با بی‌بی‌سی فارسی، پزشکزاد گفته‌است که از شخصیت یکی از آشنایانش به نام ابوالفضل میرزا و همچنین تورج فرازمند و دو شخص دیگر در پردازش شخصیت اسدلله میرزا الهام گرفته‌است همانگونه که اشاره می‌کند شخصیت مش قاسم، اقتباسی از شخصی واقعی به مش عباس (شخصی اهل قم در زمان نوجوانی نویسنده) است (منبع BBC)
برخی شخصیت اسدالله میرزا را اقتباسی از دون ژوان می‌دانند.

## نام خانوادگی
در رمان دیگری به نام مورخه منتسب به ایرج پزشکزاد، که نسخه ای بسط داده از فصل موخره رمان دائی جان ناپلئون است. شخصیت پردازی بیشتری از شازده اسدالله میرزا به چشم میخورد از جمله اینکه نام خانوادگی اش «اقدسی» است و علاوه بر شمسعلی میرزا دو برادر و یک خواهر دیگر نیز دارد.
بر اساس رمان مورخه، اسدالله میرزا  در سال ۱۳۴۵ از وزارت خارجه بازنشسته میشود و در یک دارالترجمه با یکی از اقوامش شریک میشود. بیشتر زمانش را به سفرهای تفریحی و همچنین مدیریت دارالترجمه اختصاص میدهد.